# Robonomika
Robonomika (ang. Robonomics) – interdyscyplinarny obszar badań zajmujący się zaawansowanymi technologiami automatyzacji i robotyzacji z perspektywy ich wpływu na ekonomiczne i organizacyjne aspekty funkcjonowania przedsiębiorstw (w szczególności z sektora usług). Przy czym przez „zaawansowane technologie automatyzacji i robotyzacji” rozumie się technologie wykorzystujące w przynajmniej pewnym stopniu sztuczną inteligencję.
Robonomika wykorzystuje aparat metodyczny pochodzący zarówno z zakresu ekonomii (w szczególności ekonomiki przedsiębiorstw i ekonomii usług), zarządzania, robotyzacji, jak również informatyki i kongwistyki, przy czym twórczo je adaptuje do swojej specyfiki.

## Pochodzenie nazwy
Nazwa robonomika powstała w analogiczny sposób jak inne, nowe obszary badawcze czy specjalności naukowe, takie jak np.: infonomika. Od strony słowotwórczej określenie to jest wynikiem połączenia dwóch wyrazów: robotyka i ekonomika.

## Funkcje robonomiki
Robonomika pełni 5 głównych funkcji:
- teoriopoznawczą – polegającą na usystematyzowaniu i połączeniu w logiczną całość zagadnień i koncepcji badawczych wchodzących w skład tego obszaru;
- komunikatywną – polegającą na dostarczeniu języka komunikacji, który jest jednakowo zrozumiały przez osoby zajmujące się tym obszarem badań;
- predyktywną – polegającą na tym, że robonomika bada zewnętrzne uwarunkowania działania przedsiębiorstw usługowych (związanych z zaawansowanymi technologiami automatyzacji i robotyzacji) i na tej podstawie prognozuje zmiany jakie będą zachodziły w przyszłości w zasadach i metodach ich funkcjonowania;
- aplikacyjną – polegającą na tym, że wiedza z tego obszaru badań służy praktyce podejmowania decyzji przez menadżerów poszczególnych przedsiębiorstw usługowych;
- wychowawczą – obejmującą edukację społeczeństwa w zakresie konsekwencji wdrażania zaawansowanych technologii automatyzacji i robotyzacji w przedsiębiorstwach usługowych.

## Zakres badawczy robonomiki
W ramach robonomiki podejmowane są następujące prace:
- badanie i przedstawianie mechanizmów zaawansowanej automatyzacji i robotyzacji, a przede wszystkim ekonomicznych przesłanek tego rodzaju działań;
- badanie typowych dla przedsiębiorstw usługowych modeli zaawansowanej automatyzacji i robotyzacji oraz występowania tendencji rozwojowych w tym obszarze;
- badanie form rachunku ekonomicznego stosowanego do analizy zaawansowanej automatyzacji i robotyzacji przedsiębiorstw usługowych;
- określenie stopnia efektywności organizacji, metod zarządzania i polityk w zakresie zaawansowanej automatyzacji i robotyzacji przedsiębiorstw usługowych;
- przedstawienie zagadnień i zjawisk zaawansowanej automatyzacji i robotyzacji przedsiębiorstw usługowych w skali międzynarodowej, kraju, branży i pojedynczych podmiotów.